# Anphira branchialis
Anphira branchialis är en kräftdjursart som beskrevs av Vernon E. Thatcher 1993. Anphira branchialis ingår i släktet Anphira och familjen Cymothoidae. Inga underarter finns listade i Catalogue of Life.